# Bonsai-Club Deutschland
Der 1978  in Heidelberg gegründete Bonsai-Club Deutschland e. V. (BCD) ist mit ca. 2.500 Mitgliedern in Deutschland die wichtigste Vereinigung von Bonsai-Liebhabern.
Der Club will ein Bindeglied zwischen den Mitgliedern, Arbeitskreisen, Regionalverbänden und internationalen Bonsai-Clubs sein. Hierbei sind die seit 1982 erscheinende und im Herbst 2012 völlig neu konzipierte Club-Zeitschrift Bonsai und das neu gestaltete Internetforum die wichtigsten Kommunikationsmittel.
Die Mitglieder arbeiten bundesweit in mehr als 100 Arbeitskreisen, um ihr Können zu verbessern und an Interessierte weiter zu vermitteln. Regionale Bonsai-Ausstellungen werden regelmäßig von den Arbeitskreisen organisiert.
Die überregionale und größte Bonsai-Ausstellung findet im Zusammenhang mit der jährlichen Mitgliederversammlung an wechselnden Orten statt.